# Vančo Dimovski
Vančo Dimovski (mazedonisch Ванчо Димовски; * 4. April 1979 in Skopje, SFR Jugoslawien) ist ein ehemaliger mazedonischer Handballspieler, der zumeist als Kreisläufer eingesetzt wurde.
Der 1,87 m große und 110 kg schwere Rechtshänder begann mit 14 Jahren mit dem Handballspiel in seiner Heimatstadt beim RK Vardar Skopje. Mit Vardar gewann er fünf Meisterschaften und vier Pokale. International erreichte er die Gruppenphase in der EHF Champions League 2001/02, 2002/03 und 2003/04. 2004 wechselte er zum RK Pelister Bitola, mit dem er 2005 erneut Meister und Pokalsieger wurde. Daraufhin unterschrieb er beim RK Metalurg Skopje. 2006 konnte er zum vierten Mal in Folge das Double gewinnen. Anschließend versuchte er sein Glück beim slowenischen RK Gold Klub Kozina, mit dem er in der EHF Champions League 2006/07 das Achtelfinale erreichte. Nach nur einer Saison kehrte er zu Metalurg zurück. Seitdem gewann er fünf weitere Meistertitel und vier Pokalsiege. Im EHF-Europapokal der Pokalsieger 2008/09 scheiterte er im Viertelfinale, im EHF-Europapokal der Pokalsieger 2009/10, im EHF-Pokal 2010/11 und in der EHF Champions League 2011/12 jeweils im Achtelfinale. In der EHF Champions League 2012/13 und 2013/14 erreichte man jeweils das Viertelfinale.
Mit der Mazedonischen Nationalmannschaft nahm Vančo Dimovski an der Weltmeisterschaft 2009, der Europameisterschaft 2012, der Weltmeisterschaft 2013 und der Europameisterschaft 2014 teil. Er bestritt bisher 119 Länderspiele, in denen er 226 Tore erzielte.

## Erfolge
- mit RK Vardar Skopje
  - Mazedonischer Meister 1999, 2001, 2002, 2003 und 2004
  - Mazedonischer Pokalsieger 2000, 2001, 2003 und 2004
- mit RK Pelister Bitola
  - Mazedonischer Meister 2005
  - Mazedonischer Pokalsieger 2005
- mit RK Metalurg Skopje
  - Mazedonischer Meister 2006, 2008, 2010, 2011, 2012 und 2014
  - Mazedonischer Pokalsieger 2006, 2009, 2010, 2011 und 2013
- mit der Mazedonischen Nationalmannschaft
  - 5. Platz bei der EM 2012